# ITM Centro Empresarial

ITM Centro Empresarial (anteriormente conhecido como Centro Textil Internacional - ITM Expo) é um complexo empresarial localizado no bairro da Vila Leopoldina, zona oeste da cidade de São Paulo.
Foi inaugurado em setembro de 1996 como um centro de convenções e exposições, sendo utilizado para este fim durante as décadas de 1990 e 2000, recebendo alguns eventos grandes como a Feira do Vestibular, a Vivavinho, a Expo CIEE, a feira de gastronomia Boa Mesa, dentre outros eventos variados. Sua estrutura contava com sistema de ar condicionado central em todo o prédio, restaurantes e cafés, 9 salões de convenções, um lobby amplo e espaços para conferências e seminários, além de estrutura completa para telecomunicações.
Na década de 2010, um grupo de investidores iniciou o processo de compra e algumas reformas no local, convertendo-o em um centro empresarial de uso misto contando com escritórios, depósitos, lojas e áreas para eventos menores. Até o ano de 2020, o Itaú Unibanco mantinha um centro administrativo de cerca de 17,5 mil metros quadrados no local. O edifício pertence a Cyrela Commercial Properties.